# Miracle (песня Кельвина Харриса и Элли Голдинг)
«Miracle» (с англ. — «Чудо») — песня шотландского музыканта и продюсера Кельвина Харриса и британской певицы Элли Голдинг. Песня была выпущена 10 марта 2023 года лейблом Sony Music. Композиция достигла первого места в британском хит-параде UK Singles Chart (его 11-й и её 4-й чарттоппер).
Песня стала их третьим совместным произведением, после «I Need Your Love» (2013) и «Outside» (2014).

## История
12 января 2023 года Харрис опубликовал фотографию, на которой он и Голдинг вместе в студии звукозаписи. 5 февраля первый поделился клипом, в котором он редактирует гармонии Голдинг в песне. Голдинг впервые исполнила части песни акапельно в Большой церкве Святого Варфоломея в Лондоне, которая была загружена на TikTok обоими артистами.
Песня стала их первой совместной работой за почти десять лет. По словам Харриса, создание песни вернуло его к его ранним продюсерским дням в конце 1990-х годов, взяв «кусочки из этого» и поместив их «в новый контекст». Он выбрал Голдинг в качестве вокалистки, сославшись на её «ангельский голос» и назвав её единственной, кто способен исполнить вокал в этой песне.

## Композиция
Описанная как песня в жанре транс, в ней дуэт возвращается к «эпохе расцвета трансового рейва», демонстрируя «пульсирующий, евродэнсовый барабанный бит» в сочетании с «бесплотным фортепиано и сверкающими синтезаторами». Кэти Бэйн из Billboard считает, что трек напоминает «Children» (1995) Роберта Майлза. Композиция песни, вдохновленная электронной музыкой 1990-х годов, заметно отличается от их предыдущих совместных работ.

## Отзывы
Billboard и The Sunday Times описали песню как напоминающую работы продюсера Роберта Майлза. Том Брейхан из Stereogum написал, что в «Miracle» нет «ничего особенно изобретательного», но «вы можете хорошо провести время с ней», если «в вашем сердце есть место для абсолютных чизбольных танцевальных джемов». Лиам Хесс из Vogue назвал песню «фантастически затягивающей». О «Miracle» Тайлер Голсен из Far Out написал: «Яркая, максималистская и в меру пошловатая, „Miracle“ бесспорно запоминающаяся, если не сказать немного заурядная», написав также, что она «определенно не является откровением». Для The Music Эмма Уайнс назвала хук песни «настоящим выделением».

### Годовые итоговые списки критиков
| Публикация    | Список                     | Ранг | Ссылка |
| ------------- | -------------------------- | ---- | ------ |
| Rolling Stone | The 100 Best Songs of 2023 | 93   | [ 14 ] |

## Чарты
| Чарт (2023)                                | Высшая позиция |
| ------------------------------------------ | -------------- |
| Австралия (ARIA)                           | 16             |
| Австралия (ARIA Club Chart, ARIA)          | 2              |
| Австралия (Dance Singles Chart, ARIA)      | 1              |
| Бельгия/Фландрия (Ultratop 50)             | 4              |
| Бельгия/Валлония (Ultratop 50)             | 3              |
| Канада (Billboard Canadian Hot 100)        | 73             |
| Чехия (Rádio — Top 100)                    | 27             |
| Дания (Tracklisten)                        | 18             |
| Франция (SNEP)                             | 30             |
| Германия (GfK)                             | 51             |
| Мир (Billboard Global 200)                 | 49             |
| Венгрия (Single Top 40)                    | 12             |
| Ирландия (IRMA)                            | 1              |
| Япония (Hot Overseas, Billboard Japan)     | 10             |
| Литва (AGATA)                              | 32             |
| Нидерланды (Dutch Top 40)                  | 2              |
| Нидерланды (Single Top 100)                | 6              |
| Новая Зеландия (RMNZ)                      | 4              |
| Норвегия (VG-lista)                        | 27             |
| Польша (Polish Airplay Top 100)            | 4              |
| Польша (Polish Streaming Top 100)          | 31             |
| Россия (TopHit)                            | 13             |
| Словакия (Rádio — Top 100)                 | 31             |
| Словакия (Singles Digitál Top 100)         | 69             |
| Швеция (Sverigetopplistan)                 | 22             |
| Швейцария (Schweizer Hitparade)            | 38             |
| Великобритания (OCC UK Singles)            | 1              |
| Великобритания (OCC UK Dance)              | 1              |
| США (Billboard Hot Dance/Electronic Songs) | 6              |

## Сертификации
| Регион | Сертификация  | Продажи   |
| --- | ------------- | --------- |
| Австралия (ARIA) | 2× Платиновый | 140 000   |
| Австрия (IFPI Austria) | Золотой       | 15 000    |
| Бельгия (BEA) | 2× Платиновый | 80 000    |
| Дания (IFPI Danmark) | Платиновый    | 90 000    |
| Франция (SNEP) | Платиновый    | 200 000   |
| Венгрия (Mahasz) | 2× Платиновый | 8000      |
| Италия (FIMI) | Золотой       | 50 000    |
| Новая Зеландия (RMNZ) | Платиновый    | 30 000    |
| Польша (ZPAV) | 2× Платиновый | 100 000   |
| Португалия (AFP) | Золотой       | 5000      |
| Испания (PROMUSICAE) | Платиновый    | 60 000    |
| Швейцария (IFPI Switzerland) | 2× Платиновый | 40 000    |
| Великобритания (BPI) | 2× Платиновый | 1 200 000 |
| США (RIAA) | Золотой       | 500 000   |
| Стриминг |               |           |
| Греция (IFPI Greece) | Золотой       | 1 000 000 |
| Данные о продажах + прослушиваниях приведены только на основе сертификации. · Данные только о прослушиваниях приведены на основе сертификации. |               |           |

### Комментарии
1. ↑  Для Кельвина Харриса песня стала его 11-м чарттоппером (с 2009 года с учётом девяти «своих» хитов и двух, где он «приглашённая звезда»), а для британской певицы Элли Голдинг её 4-м (2013, 2015, 2019, 2023), или 6-м с учётом участия ещё в двух благотворительных хитах номер один - «Band Aid 30» (2014) и «Live Lounge Allstars» (2020)